# Polygala bomiensis
Polygala bomiensis är en jungfrulinsväxtart som beskrevs av S.K.Chen och J.Parn.. Polygala bomiensis ingår i släktet jungfrulinssläktet, och familjen jungfrulinsväxter. Inga underarter finns listade i Catalogue of Life.